# Ґолаше-Пуща
Ґолаше-Пуща (пол. Gołasze-Puszcza) — село в Польщі, у гміні Високе-Мазовецьке Високомазовецького повіту Підляського воєводства.
Населення — 232 особи (2011).
У 1975-1998 роках село належало до Ломжинського воєводства.

## Демографія
Демографічна структура станом на 31 березня 2011 року:
|          | Загалом | Допрацездатний вік | Працездатний вік | Постпрацездатний вік |
| -------- | ------- | ------------------ | ---------------- | -------------------- |
| Чоловіки | 119     | 23                 | 79               | 17                   |
| Жінки    | 113     | 18                 | 64               | 31                   |
| Разом    | 232     | 41                 | 143              | 48                   |